# Jonatan Hellvig
Jonatan Hellvig (født 2001) er en svensk beachvolleyspiller.
Han repræsenterede Sverige ved sommer-OL 2024 i Paris, hvor han vandt guld.